# 奥斯瓦尔多·桑切斯
奥斯瓦尔多·桑切斯（西班牙語：Oswaldo Sánchez，1973年9月21日—），墨西哥男子足球运动员，司职守门员。他曾代表墨西哥参加1995年泛美运动会足球比赛，获得一枚银牌。他也曾参加1998年、2002年和2006年国际足联世界杯。

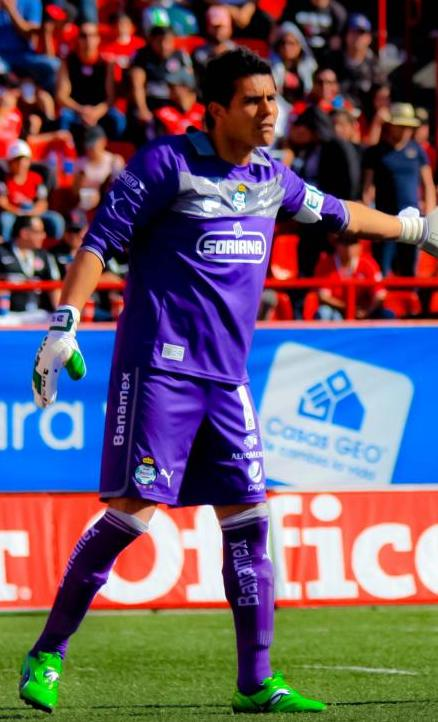
奧斯瓦爾多·桑切斯